# ماجراجویان خشن
ماجراجویان خشن فیلمی به کارگردانی مهدی رئیس فیروز و نویسندگی کریم نشاط محصول سال ۱۳۵۳ است.

## خلاصه داستان
محمود (منوچهر وثوق) و صادق (سیدعلی میری) دو جوان سادهٔ شمالی هستند که به دلیل سهل انگاری‌هایشان دایم بیکار می‌شوند…

### بازیگران
- منوچهر وثوق
- فریبا خاتمی
- علی میری
- سحر
- حمیده خیرآبادی
- شهرام ثمینی پور
- رضا رخشانی
- ایزدی
- حبیبی
- امیر تاجیک
- رفیع مددکار
- ذبیح‌الله ذبیح‌پور
- نریمان شیری فرد
- علی‌اکبر طوفان‌پناه
- خالدی
- تاجیک
- هنگامه
- نیما